# بی‌پولی (فیلم)
بی‌پولی فیلمی به کارگردانی حمید نعمت‌الله، نویسندگی حمید نعمت‌الله و هادی مقدم‌دوست و تهیه‌کنندگی مصطفی شایسته محصول سال ۱۳۸۶ است. این فیلم در شهریور ۱۳۸۸ بر روی پرده سینما رفته‌است.

## خلاصهٔ داستان
داستان فیلم دربارهٔ زوجی جوان است که درگیر یک دوره بیکاری و بی‌پولی می‌شوند و سعی در حل مشکلات دارند، اما تلاش آن‌ها اوضاع را پیچیده‌تر می‌کند.

## بازیگران
| بازیگر          | نقش                |
| --------------- | ------------------ |
| بهرام رادان     | ایرج               |
| لیلا حاتمی      | شکوه               |
| حبیب رضایی      | پرویز              |
| امیر جعفری      | منصور              |
| سیامک انصاری    | بهروز              |
| بابک حمیدیان    | شاهرخ              |
| جلال پیشوائیان  | پدر ایرج           |
| عباس امیری مقدم | فروهر              |
| فرهاد شریفی     | دولتشاهی           |
| نادر فلاح       | احمد رنجه          |
| علی سلیمانی     | رحیم               |
| غزاله نظر       | زن احمد رنجه       |
| زهره صفوی       | زن مسن داخل اتوبوس |
| رضا رشیدپور     | باجناق ایرج        |
| افشین سنگ‌چاپ    | دوست ایرج          |
| محمد زرین‌دست    | استاد ایرج         |
| ملک‌منصور اقصی   | پزشک اطفال         |

## جشنواره‌ها
فیلم بی‌پولی در بیست و هفتمین دوره جشنواره فیلم فجر (۱۳۸۷) جوایز زیر را کسب کرده‌است:
- سیمرغ بلورین نقش اول زن در بخش مسابقه سینمای ایران (لیلا حاتمی)
- سیمرغ بلورین فیلم برگزیده تماشاگران در بخش مسابقه سینمای ایران (مصطفی شایسته)
- دیپلم افتخار بهترین فیلم‌نامه در بخش مسابقه فیلم‌های اول و دوم (حمید نعمت‌الله) و (هادی مقدم‌دوست)
- کاندیدا بهترین فیلم در بخش مسابقه فیلم‌های اول و دوم (مصطفی شایسته)